# Phill Lewis
Phill Lewis (Uganda, 14 de fevereiro de 1968) é um ator, comediante, dublador e diretor de televisão afro-americano, conhecido por seu papel como Sr. Moseby na série The Suite Life of Zack & Cody e seu spin-off The Suite Life on Deck. Lewis também apareceu em séries como Lizzie McGuire, Friends, The Wayans Bros. e Scrubs.

## Vida pessoal
No final de dezembro de 1991, Lewis foi preso depois de matar Isabel Duarte, moradora de Bethesda, Maryland, em um acidente de carro. Ele foi acusado de homicídio culposo e dirigir embriagado. Seu nível de álcool no sangue na época media três vezes o limite para intoxicação legal. O tribunal condenou Lewis a cinco anos de prisão, mas suspendeu quatro, citando o trabalho de Lewis após sua prisão com uma trupe de teatro baseada na prisão que se apresentou em prisões, escolas e igrejas, para destacar as conseqüências do abuso de drogas. Lewis também recebeu ordem de cumprir dois anos de liberdade condicional após sua libertação e de realizar 350 horas de serviço comunitário.